# Reino de Bazim
O Reino de Bazim foi um reino do início da Idade Média no centro do Nordeste da África. De acordo com Iacubi, é uma das seis entidades políticas dos bejas na região durante o século IX. O território do reino era localizado entre Assuã e Maçuá.
Embora a classe dominante fosse Beja, a maioria da população era pertencente aos cunamas, chamado "Bazim" (ou as vezes chamado de badens, bazens etc.), que praticavam a religião tradicional. Os bazins estavam sob a proteção Império Abissínico. Isso ficou claro na Pedra Ezana, na qual diz que um imperador axumita não nomeado defendeu os bazins dos invasores nobas. Com o colapso de Axum por volta do ano 700, clãs de bejas invadiram e estabeleceram diversos reinos na atual Eritreia, incluindo Bazim.